# Метий (лунный кратер)
Кратер Метий (лат. Metius) — большой древний ударный кратер в юго-восточной материковой области видимой стороны Луны. Название присвоено в честь голландского астронома и геометра Адриана Метия (1571—1635) и утверждено Международным астрономическим союзом в 1935 г. Образование кратера относится к нектарскому периоду.

## Описание кратера
Ближайшие соседи кратера - кратер Бреннер на западе-северо-западе; кратер Рейта на северо-востоке; кратер Юнг на востоке и кратер Фабрициус, примыкающий к юго-западной части кратера Метий. На северо-востоке от кратера Метий находится долина Рейта. Селенографические координаты центра кратера 40°25′ ю. ш. 43°22′ в. д. / 40,42° ю. ш. 43,37° в. д., диаметр 83,8 км, глубина 4120 м.
Кратер Метий имеет полигональную форму. Вал сглажен, северная часть вала спрямлена, восточная часть перекрыта двумя небольшими кратерами. В восточной части внутреннего склона просматриваются остатки террасовидной структуры. Высота вала над окружающей местностью достигает 1400 м, объем кратера составляет приблизительно 7200 км³. Дно чаши кратера сравнительно ровное, в центре чаши расположен массив невысоких центральных холмов расположенный в виде подковы.

## Сателлитные кратеры
| Метий | Координаты                                            | Диаметр, км |
| ----- | ----------------------------------------------------- | ----------- |
| B     | 40°11′ ю. ш. 44°22′ в. д. / 40,18° ю. ш. 44,37° в. д. | 14,5        |
| C     | 44°13′ ю. ш. 49°04′ в. д. / 44,22° ю. ш. 49,07° в. д. | 10,4        |
| D     | 42°40′ ю. ш. 48°29′ в. д. / 42,66° ю. ш. 48,48° в. д. | 10,6        |
| E     | 39°48′ ю. ш. 42°50′ в. д. / 39,8° ю. ш. 42,84° в. д.  | 6,7         |
| F     | 39°07′ ю. ш. 42°44′ в. д. / 39,12° ю. ш. 42,74° в. д. | 8,5         |
| G     | 40°22′ ю. ш. 45°15′ в. д. / 40,37° ю. ш. 45,25° в. д. | 9,9         |

## См.также
- Список кратеров на Луне
- Лунный кратер
- Морфологический каталог кратеров Луны
- Планетная номенклатура
- Селенография
- Минералогия Луны
- Геология Луны
- Поздняя тяжёлая бомбардировка